# Medal Letnich Igrzysk Olimpijskich (1928–1968, 1984)

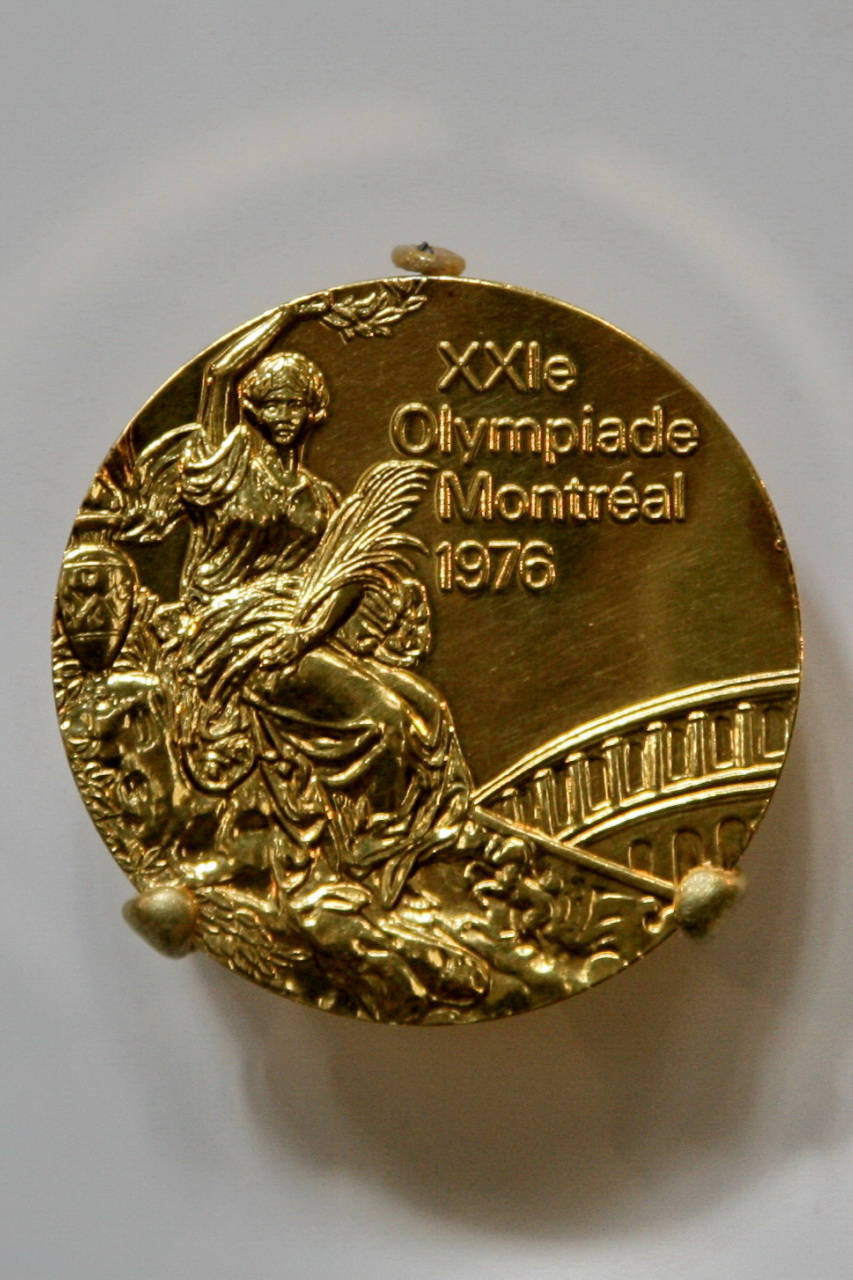
Awers złotego medalu autorstwa Giuseppe Cassioliego wręczany na igrzyskach olimpijskich 1976 w Montrealu

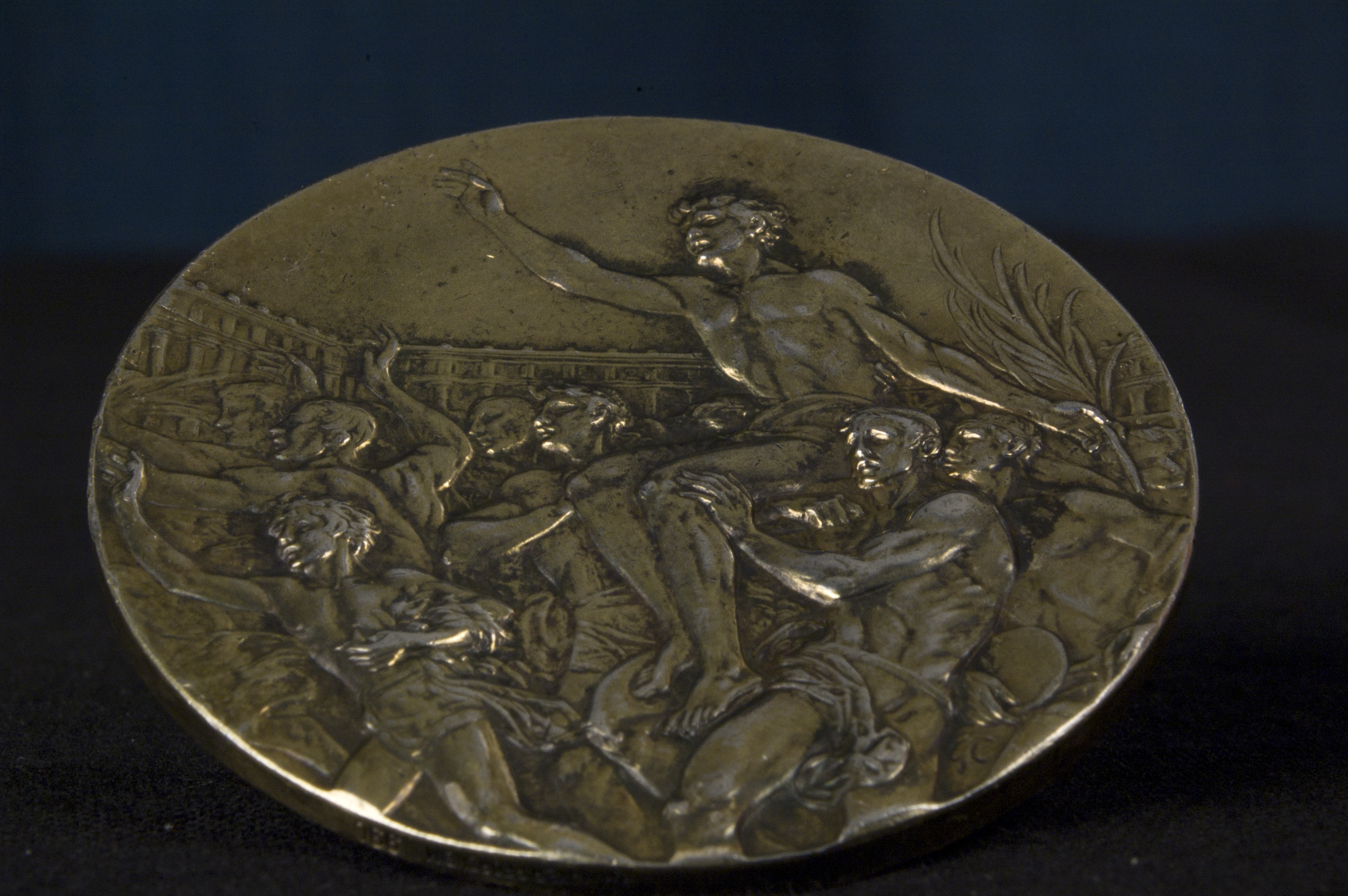
Rewers złotego medalu autorstwa Giuseppe Cassioliego wręczany na igrzyskach olimpijskich 1936 w Berlinie

Medal Letnich Igrzysk Olimpijskich (1928–1968, 1984) – medal olimpijski autorstwa włoskiego malarza i rzeźbiarza Giuseppe Cassioliego zaprojektowany na igrzyska olimpijskie 1928 w Amsterdamie. Medal Cassioliego zaadaptowano w całości także na igrzyskach 1984 w Los Angeles. 
Awers medalu „przetrwał” do igrzysk olimpijskich 2000 w Sydney, przy czym różnice były już widoczne od igrzysk 1992 w Barcelonie. 
Rewers medalu „przetrwał” do igrzysk olimpijskich 1968 w Meksyku; w 1972 na igrzyskach w Monachium na rewersie zaprojektowanym przez Niemca Gerharda Marcksa znalazło się dwóch nagich Dioskurów.

## Wygląd medalu
Na awersie (z lewej strony patrzącego) stoi amfora ze sceną zapasów obok której siedzi Nike z wieńcem laurowym w prawej i gałązkami palmowymi w lewej dłoni. Z prawej strony Koloseum, pod nim rydwan oraz aktualne napisy: numeracja, miejsce i rok igrzysk. 
Rewers przedstawia grupę zawodników w Koloseum niosących na rękach mistrza olimpijskiego z wieńcem laurowym na głowie. Prawą ręką pozdrawia uczestników igrzysk, w lewej trzyma gałązkę palmową.